# Zabij to i wyjedź z tego miasta
Zabij to i wyjedź z tego miasta – polski pełnometrażowy psychologiczny film animowany z 2020 roku w reżyserii Mariusza Wilczyńskiego i wg jego scenariusza.

## Fabuła
Film skupia się na dwóch naprzemiennych wątkach. W pierwszym wątku fabularnym, kiedy ośmioletni chłopiec Janek oraz jego ojciec wyjeżdżają z uprzemysłowionego miasta nad morze, matka Janka odczuwa tęsknotę za synem oraz narastające przerażenie rozpadem więzi międzyludzkich i brutalnością życia w jej mieście.
W drugim, autobiograficznym wątku podstarzały Mariusz (alter ego reżysera) próbuje na nowo ułożyć sobie życie po śmierci rodziców. Mariusz w swojej wyobraźni odtwarza wybranych idoli z jego młodości: Andrzeja Wajdę, Tadeusza Nalepę i innych. Gdy zdaje sobie jednak sprawę, że przeszłości nie da się już odwrócić, w symbolicznej scenie nad morzem zasypuje swój świat wspomnień i zanurza się w wodzie, by całkiem zniknąć w morskiej otchłani.

## Obsada głosowa
- Krystyna Janda – matka Janka
- Mariusz Wilczyński – Mariuszek
  - Gustaw Holoubek – alter ego Mariuszka[a]
- Małgorzata Kożuchowska – sklepowa w rybnym
- Andrzej Chyra – ojciec Janka
- Maja Ostaszewska – Janek
- Barbara Krafftówna – stara mama Mariuszka
- Anna Dymna – młoda mama Mariuszka
- Marek Kondrat –
  - ojciec Mariuszka,
  - staruszek w pociągu
- Tadeusz Nalepa – Tadzio[b]
- Andrzej Wajda – staruszek w pociągu[c]
- Irena Kwiatkowska – staruszka w pociągu[b]
- Krzysztof Kowalewski – pan Wacław
- Zbigniew Rybczyński –
  - Woland,
  - ucięta głowa Berlioza,
  - głos w megafonie #1
- Hanna Kosińska-Hartowicz –
  - dróżniczka,
  - głos w megafonie #2
- Daniel Olbrychski – Behemot
- Tomasz Stańko – głos konduktora w pociągu
- Helena Norowicz – głos staruszki w pociągu
- Kazimiera Hejnowicz-Kosińska – staruszka szukająca pieska
- Anja Rubik – kioskarka
- Magdalena Cielecka – matka dziewczynki w tramwaju
- Zoja Sołdacka – dziewczynka w tramwaju
- Weronika Pieniążek – dziewczynka w tramwaju
- Helena Pabisiak – dziewczynka w tramwaju
- Kalina Zakrocka – dziewczynka w tramwaju
- Wojciech Tomczyk – głos w megafonie #3
- Janusz Kondratiuk – głos w megafonie #4
- Grażyna Dramowicz-Nalepa – matka chłopczyka w tramwaju
- Michał Serwa – głos gwiżdżący melodię nad morzem
- Jan Ciszewski – głos w radyjku na plaży[d]
- Bogdan Loebl – odgłos kroków w mieście
- Piotr Nalepa – głos gwiżdżący w mieście

## Produkcja
Zabij to i wyjedź z tego miasta był pełnometrażowym debiutem Wilczyńskiego, specjalizującego się dotąd w krótkometrażowych filmach animowanych. Realizacja filmu trwała 14 lat, a intencją reżysera było symboliczne pożegnanie swoich dawnych idoli, którzy „w krótkim czasie odeszli”. Przemawiający w filmie Wilczyński twierdził: „Nie wierzę w śmierć, oni nie umarli, żyją za to w mojej wyobraźni”.

## Odbiór

### Nagrody
Film Wilczyńskiego okazał się wielkim sukcesem festiwalowym. Swoją światową premierę miał w sekcji „Spotkania” na 70. MFF w Berlinie. Zdobył pierwsze w historii Złote Lwy dla filmu animowanego na Festiwalu Polskich Filmów Fabularnych w Gdyni; był nagradzany również m.in. na MFF w Wiedniu (Nagroda FIPRESCI) oraz na Międzynarodowym Festiwalu Filmów Animowanych w Ottawie (Grand Prix). Film zdobył także Polską Nagrodę Filmową za najlepszy film w 2021 roku.

### Recenzje
Darek Arest z „Dwutygodnika” odnalazł w Zabij to i wyjedź z tego miasta „osobiste pożegnanie” i rodzaj „kolektywnego egzorcyzmu”, który pozwala widzowi odbyć „podróż przez historię polskiego kina”. Arest dopowiadał, że „wizja Łodzi drugiej połowy XX sprawdza się jako podejrzanie uniwersalny obraz kończącego się świata, świata, którego już nie ma i pewnie nigdy nie było”. Mateusz Demski z czasopisma „Ekrany” twierdził, że „świat pamięci przedstawiony przez Wilczyńskiego jest światem płynnym, niestałym, wrażeniowym”. Prowadzi to do sytuacji, w której „wyjątkowo trudno zrekonstruować samą fabułę filmu – fragmentaryczną, zawikłaną, pełną sprzeczności, gdzie przeplatają się punkty widzenia bohaterów z różnych porządków, fikcyjnych i prawdziwych”. Zdaniem Michała Piepiórki z portalu Bliżej Ekranu „trudno nie wsiąknąć w ten wizyjny obraz, bo oblepia nas muzyka Breakoutu, wciągają barwy znanych głosów, wytwarzających nieznany świat, który z miejsca staje się bliski. I wcale nie chce się z niego wyjeżdżać”.